# Carbonio-8
Il carbonio-8 o 8C è un isotopo radioattivo del carbonio avente 6 protoni e 2 neutroni.
Non è presente in natura e viene prodotto negli acceleratori.

## Decadimento
La tendenza dell'atomo è di perdere due protoni decadendo a berillio-6, isotopo non stabile e che successivamente decade con emissione di altri due protoni a 4He.
8C → 2p + 6Be → 2p + 4He
8C → 4He + 41H + 2,1412 MeV (reazione complessiva)
| Emivita                        | 2 zs                            |
| Tempo di vita                  | 2,9 zs                          |
| Attività specifica             | 2,6×1031 TBq/g                  |
| Modo di decadimento            | 2p (doppia emissione protonica) |
| Energia di primo decadimento   | 2,1412 MeV                      |
| Nuclide figlio                 | 6Be                             |
| Prodotto finale di decadimento | 4He                             |

## Utilizzi
La brevissima emivita di questo isotopo del carbonio (2×10−21secondi), non ne permette nessun utilizzo pratico.

## Isotopi vicini
Le caselle colorate corrispondono ad isotopi stabili.
|     |     |     | 12O | 13O | 14O  | 15O  |
|     |     | 10N | 11N | 12N | 13N  | 14N  |
|     | 8C  | 9C  | 10C | 11C | 12C  | 13C  |
| 6B  | 7B  | 8B  | 9B  | 10B | 11B  | 12B  |
| 5Be | 6Be | 7Be | 8Be | 9Be | 10Be | 11Be |